# Jan Oleśnicki (zm. ok. 1579)
Jan Oleśnicki herbu Dębno (zm. ok. 1579 roku) – poseł na sejm lubelski 1566 roku, poseł na sejm koronacyjny 1574 roku z województwa sandomierskiego.
Był wyznawcą kalwinizmu.